# 성범죄
| |
| 형법 刑法 |
| 형법학 · 범죄 · 형벌 죄형법정주의 |
| 범죄론 |
| 구성요건 · 실행행위 · 부작위범 간접정범 · 미수범 · 기수범 · 중지범 불능범 · 상당인과관계 고의 · 고의범 · 착오 과실 · 과실범 공범 · 정범 · 공동정범 공모공동정범 · 교사범 · 방조범 |
| 항변 |
| 위법성조각사유 · 위법성 · 책임 · 책임주의 책임능력 · 심신상실 · 심신미약 · 정당행위 · 정당방위 · 긴급피난 · 오상방위 · 과잉방위 · 강요된 행위                                     |
| 죄수 |
| 상상적 경합 · 연속범 · 병합죄 |
| 형벌론 |
| 사형 · 징역 · 금고 벌금 · 구류 · 과료 · 몰수 법정형 · 처단형 · 선고형 자수 · 작량감경 · 집행유예                                                                                  |
| 대인범죄 |
| 폭행죄 · 상해치사죄 · 절도죄 |
| 성범죄 · 성매매알선 · 강간죄 |
| 유괴 · 과실치사상죄 · 살인죄 |
| 대물범죄 |
| 손괴죄 · 방화죄 |
| 절도죄 · 강도죄 · 사기죄 |
| 사법절차 방해죄 |
| 공무집행방해죄 · 뇌물죄 |
| 위증죄 · 배임죄 |
| 미완의 범죄 |
| 시도 · 모의 · 공모 |
| 형법적 항변 |
| 자동증, 음주 & 착오 |
| 정신 이상 · 한정책임능력 |
| 강박 · 필요 |
| 도발 · 정당방위 |
| 다른 7법 영역 |
| 헌법 · 민법 · 형법 |
| 민사소송법 · 형사소송법 · 행정법 |
| 포털: 법 · 법철학 · 형사정책 |
| v • d • e • h |

성범죄(性犯罪, sex offense)는 성에 관계되는 범죄를 말하며, 타인의 자유의사와 관계없이 가해지는 강간이나 강제추행 등의 범죄를 말한다.

## 성범죄의 분류
- 강간과 추행의 죄 : 개인의 성적 자기결정의 자유를 보호하기 위한 것이며, 성풍속에 관한 죄는 사회적 법익, 즉 사회 일반의 건전한 성도덕 내지 성풍속을 보호하기 위한 것이다. 그러나 넓게는 이러한 형법의 규정 외에도 여성 폭력범죄의 처벌 및 피해자보호 등에 관한 법률, 아동복지법, 풍속영업의 규제에 관한 법률, 윤락행위 등 방지법, 경범죄처벌법 등 특별법상 규정된 성 관련 범죄 일체를 아우른다.
- 성풍속에 관한 죄 : 옛날부터 처벌의 대상이 되어 왔으나, 이전에는 단순히 개인의 성적 의사결정의 자유를 보호하기 위한 개인적 범죄로서의 차원이 아니라, 음란성을 추방하여 성적 순결성을 보호하려는 사회적·국가적 이익을 우선적으로 고려하는 차원에서 이해되었다. 이러한 시각에서 로마법에서는 강간·근친상간·매매음(賣買淫)·간통 등을 범죄로 다루었고, 중세의 교회법과 계몽기 이후의 오스트리아·독일 등의 근대 형법에서도 마찬가지였다.

## 성범죄에 관련된 범죄

### 형법
성폭행에 관한 죄
- 강간죄(297조)
- 강제추행죄(298조)
- 준강간·준강제추행죄(299조)
- 강간 등에 의한 치사상죄(301조)
- 미성년자 등에 대한 간음죄(302조)
- 업무상 위력 등에 의한 간음죄(303조)
- 혼인빙자 등에 의한 간음죄(304조)-삭제(2012. 12. 18. 법률 제11574호에 의하여 2009. 11. 26. 위헌 결정된 이 조를 삭제함)
- 13세 미만인 자에 대한 간음·추행죄(305조)

성풍속에 관한 죄
- 음행매개죄(242조)
- 음란물죄(243~244조)
- 공연음란죄(245조)

### 성폭력범죄의 처벌 등에 관한 특례법
- 특수강도강간 등(3조)
- 특수강간 등(4조)
- 친족관계에 의한 강간 등(5조)
- 장애인에 대한 강간•강제추행 등(6조)
- 13세 미만 미성년자에 대한 강간•강제추행 등(7조)
- 강간 등 상해치상(8조)
- 강간 등 살인치사(9조)
- 업무상 위력 등에 의한 추행(10조)
- 공중 밀집 장소에서의 추행(11조)
- 성적 목적을 위한 다중이용시설 침입행위(12조)
- 통신매체를 이용한 음란행위(13조)
- 카메라 등을 이용한 촬영(14조)
- 허위 영상물 등의 반포 등(14조2)
- 3조 9조 14조 14조2 미수범(15조)

### 아동 및 청소년의 성 보호에 관한 법률
- 아동•청소년에 대한 강간•강제추행 등(7조)
- 아동•청소년이용음란물의 제작•배포 등(8조)
- 아동•청소년 매매행위(9조)
- 아동•청소년 성을 사는 행위 등(10조)
- 아동•청소년에 대한 강요행위 등
- 알선영업행위 등
- 수강명령을 병과하고 친권상실 허가 여부 결정

## 국가별 성범죄

### 대한민국
통계 출처
성범죄 통계는 강도, 살인, 성범죄 등을 묶어 강력범죄(또는 흉악강력범죄) 통계를 발표하는 대검찰청·경찰청(신고율의 낮은 특성)과 주기적 실태조사를 통해 성폭력에 대한 인식, 피해 실태 등을 조사하면서 표본으로 뽑힌 사람들을 면접조사하여 통계를 발표하는 여성가족부(대면 민간한 문제로 인하여 정확도 낮음) 등의 기관과 한국성폭력상담소·한국여성의전화와 같은 시민단체, 그리고 표본조사로 데이터를 얻는 대학을 비롯한 연구기관에서 발표한다.
기관별 통계
- 대검찰청

2019년에 발표한 '2018년 성폭력 범죄분석'에서 피해자의 39.6%가 21세~30세였으며 다음은 16세~20세가 20%, 31세~40세 12.9%, 41세~50세 9.3%였다.
- 경찰청

2018년 7월 발간한 '2017 범죄통계'에 따르면 전체 범죄 건수는 166만2천341건으로 집계되어 전년(184만9천450건)에 비해 약 10.1%가 줄었나 성범죄(강간·강제추행) 발생 건수는 2014년 2만1천55건, 2015년 2만1천286건, 2016년 2만2천200건에 이어 2017년 2만4천110건으로 꾸준히 늘었다. 2017년 성범죄는 강제추행이 1만7천947건(74.4%)으로 가장 많았으며 강간(21.7%), 유사강간(2.6%), 기타(1.3%)였고, 유사강간을 포함한 강간 범죄자는 남성(98%), 피해자는 여성(97.8%)이었다. 강간 범죄자와 피해자의 관계는 타인이 33.7%, 이웃·지인(12.3%), 친구·애인(12.1%) 순으로 나타났다. 범죄자의 범행 시 정신상태는 정상인 경우가 41.2%로 가장 많았고 술에 취한 상태에서 범행을 저지른 경우도 29.1%를 차지했다.또, 하루를 시간대 별로 오전 3시 ~ 5시59분 사이에 3006건에서 감소하다가 오전 9시부터 정오 사이에 1730건으로 가장 낮은 저점을 찍은 이후 반전하여 증가하다가 오후 9시 이후 3945건으로 가장 많았다.
2018년에 경찰에 검거된 디지털 성범죄가 1만1746명에 구속된 사람이 271명이며 그중에서서 통신 매체 등을 이용한 디지털 성범죄를 저질러 검거된 이는 1582명이고 이 중 구속된 이는 단 9명이다. 이들의 기소율은 2013년 53.6%  2014년 43.7%, 2015년 31.2%, 2016년 32.2%, 2017년 34.8% 등으로 매년 조금씩 떨어졌으며 20년 동안 신상정보가 공개되는 불법촬영 범죄는 재범률이 높은데 5회 이상 관련 범죄를 저지른 이들의 비율이 31.2%이다. 기소된 이들 가운데 벌금형 71.9%, 집행유예나 선고유예 22.2%, 징역형은 5.3%이고 벌금형을 선고받는 이들 10명 가운데 8명(79.97%)은 300만원 이하 처벌이다.
- 여성가족부

2017년 발표한 보고서에서 7,200명을 조사한 결과 2016년 한 해 동안 "강간·강간미수 범죄 피해를 당한 사람이 아무도 없었다"고 한다.
지역별 성범죄
- 서울특별시

2012년 기준, 22,919건
서울시는 2019년 1월 21일 ‘2018년 서울시 성인지 통계 : 통계로 보는 서울 여성의 안전’ 보고서에서 2017년 발생한 서울지하철 범죄는 총 3082건으로 이 가운데 성범죄가 58.7%(1811건)였으며 지하철 성범죄는 추행 60.4% 불법촬영 39.6%이다.
2018년 1~12월에 서울지하철 2호선 수송인원(약 8억656만명)은 전체 수송인원(약 26억4244만명)의 30.5%에 해당한다. 두 번째로 많은 7호선 수송인원(약 3억7626만명)보다 두 배 이상 많았는데 성범죄도 2호선(27.9%)과 9호선(26.0%), 1호선(12.4%), 4호선(11.9%), 7호선(6.8%)순으로 발생했다.
- 광주광역시 성범죄 발생건수

2012년 기준, 794건
- 경상북도 성범죄 발생건수

2012년 기준, 826건
- 경상남도 성범죄 발생건수

2012년 기준, 1,057건

### 그밖의 국가
15세 이하의 아동과 성관계하는 것을 범죄로 규정한 스웨덴 법원이 보육원을 나와 도망치던 중에 있던 13세 소녀를 집에 초대해 같이 술을 먹고 성폭행했던 20대 남성에게 무죄를 선고하면서 여자 아이의 몸매가 “잘 발달했기 때문에” 가해자가 "육안으로 피해자의 법적 나이를 판단할 수 없었을 것"이라고 했다.

## 판례
- 피고인이 피해자를 여관으로 유인하기 위하여 남자를 소개시켜 주겠다고 거짓말을 하고 피해자가 이에 속아 여관으로 오게 되었고 거기에서 성관계를 하게 되었다 할지라도, 그녀가 여관으로 온 행위와 성교행위 사이에는 불가분의 관련성이 인정되지 아니하는 만큼 이로 인하여 피해자가 간음행위 자체에 대한 착오에 빠졌다거나 이를 알지 못하였다고 할 수는 없다 할 것이어서, 피고인의 위 행위는 형법 제302조 소정의 위계에 의한 심신미약자간음죄에 있어서 위계에 해당하지 아니한다(대법원 2002. 7. 12. 선고 2002도2029).
- 구 성폭력범죄의 처벌 및 피해자보호 등에 관한 법률 제5조 제2항은형법 제334조(특수강도) 등의 죄를 범한 자가 형법 제297조(강간) 등의 죄를 범한 경우에 이를 특수강도강간 등의 죄로 가중하여 처벌하는 것이므로, 다른 특별한 사정이 없는 한 특수강간범이 강간행위 종료 전에 특수강도의 행위를 한 이후에 그 자리에서 강간행위를 계속하는 때에도 특수강도가 부녀를 강간한 때에 해당하여 구 성폭력범죄의 처벌 및 피해자보호 등에 관한 법률 제5조 제2항에 정한 특수강도강간죄로 의율할 수 있다(대법원 2010.12.9. 선고 2010도9630).
- 형법 제305조에 규정된 13세미만 사람에 대한 의제강간•추행죄는 그 성립에 있어 위계 또는 위력이나 폭행 또는 협박의 방법에 의함을 요하지 아니하며 피해자의 동의가 있었다고 하여도 성립하는 것이다(대법원 1982.10.12. 선고 82도2183).
- 가해자가 폭행을 수반함이 없이 오직 협박만을 수단으로 피해자를 간음 또는 추행한 경우에도 그 협박의 정도가 피해자의 항거를 불가능하게 하거나 현저히 곤란하게 할 정도의 것(강간죄)이거나 또는 피해자의 항거를 곤란하게 할 정도의 것(강제추행죄)이면 강간죄 또는 강제추행죄가 성립하고, 협박과 간음 또는 추행 사이에 시간적 간격이 있더라도 협박에 의하여 간음 또는 추행이 이루어진 것으로 인정될 수 있다면 달리 볼 것은 아니다 (대법원 2007.1.25. 선고 2006도5979).
- 피고인이 엘리베이터 안에서 피해자를 칼로 위협하는 등의 방법으로 꼼짝하지 못하도록 하여 자신의 실력적인 지배하에 둔 다음 자위행위 모습을 보여준 행위가 강제추행죄의 추행에 해당한다(대법원 2010.2.25. 선고 2009도13716).
- 2020년 4월 26일 대법원 3부(주심 민유숙 대법관)는 2018년 5월 경기 고양시의 한 지하철 출구 에스컬레이터에서 자신의 앞에 서 있는 여성의 치마 속을 휴대전화로 몰래 촬영하여 성폭력범죄의 처벌 등에 관한 특례법 위반(카메라 이용 촬영) 혐의로 기소된 박모씨(36)의 상고심에서 일부 무죄를 선고한 원심을 깨고 사건을 의정부지방법원으로 돌려보냈다. 현행범으로 체포할 당시 임의제출 방식으로 압수한 휴대전화와 그 안의 사진들은 "48시간 이내 사후영장을 발부받지 않았기 때문에 증거능력을 인정할 수 없다"며 항소심에서 무죄를 선고받았으나 이날 대법원은 “현행범 체포 현장이나 범죄 현장에서 임의제출 받은 물건은 영장 없이 압수하는 것이 허용되며, 이 경우 수사기관은 별도 사후 영장을 받을 필요가 없다”고 하면서 기존 판례를 재확인하면서 2심이 직권으로 증거능력을 부정하는 판단을 내린 점도 '법리오인'이라고 했다. 심리 과정에서 변호인이 증거능력을 문제 삼지 않았거나, 재판부가 증거능력을 거론해 검찰에게 증거능력이 있다는 것을 소명할 기회를 주지 않았다면 심리 종결 이후에 증거능력을 문제삼아 무죄선고를 해서는 안 된다는 취지다.(대법원2019도17142 2020년 4월 26일)[13]

### 강제추행치상죄
- 음모는 성적 성숙함을 나타내거나 치부를 가려주는 등의 시각적·감각적인 기능 이외에 특별한 생리적 기능이 없는 것이므로, 피해자의 음모의 모근(毛根) 부분을 남기고 모간(毛幹) 부분만을 일부 잘라냄으로써 음모의 전체적인 외관에 변형만이 생겼다면, 이로 인하여 피해자에게 수치심을 야기하기는 하겠지만, 병리적으로 보아 피해자의 신체의 건강상태가 불량하게 변경되거나 생활기능에 장애가 초래되었다고 할 수는 없을 것이므로, 그것이 폭행에 해당할 수 있음은 별론으로 하고 강제추행치상죄의 상해에 해당한다고 할 수는 없다.[14]

## 같이 보기
- 성폭력
- 성폭행
- 성추행
- 성희롱
- 강간
- 준강간
- 몰카
- 강간치상죄
- 강간피해자보호법
- 디지털 성범죄